# Glycyphana regalis
Glycyphana regalis es una especie de escarabajo del género Glycyphana, familia Scarabaeidae. Fue descrita científicamente por Snellen Van Vollenhoven en 1864.
Se distribuye por Indonesia, Célebes, Airmadidi y el monte Klabat. Mide 13,0-15,0 milímetros de longitud.